# 哈薩韋 (蒙大拿州)
哈薩韋（英語：Hathaway）是位於美國蒙大拿州羅斯布德縣的非建制地區。

## 歷史
哈薩韋的郵局於1887年設立，其後於1995年停運。

## 地理
哈薩韋所處的海拔為高於海平面744米（即2441英呎），而該地所採用的時區為UTC-6，即北美山地時區（MST）。同時該地設有夏令時間，為UTC-7調快一小時，即UTC-6（MDT）。